# Església de Santa Maria Magdalena de Vilafranca
L'església de Santa Maria Magdalena de Vilafranca, d'estil renaixentista, és un temple catòlic situat en el centre històric de la població i seu d'una parròquia del bisbat de Sogorb-Castelló. Aquest edifici està qualificat com a Bé de Rellevància Local amb la categoria de Monument d'Interès Local.

## Història
L'església actual es construeix en la mateix lloc que el temple anterior, entre els anys 1567 i 1572, projectada i iniciada per Pere Maseres, mestre d'obres, i conclosa per Raimon de Pertusa. Durant els segles següents fou objecte d'ampliacions per a adaptar-la a les noves necessitats litúrgiques: El transagrari es construeix entre 1667 i 1670, primer per Juan Ibáñez, i a la seva mort, pels seus deixebles, Juan Felipe i Andrés Destre; la capella de la Comunió entre 1725 i 1735 pels germans Miguel i Juan Antonio Climent; la sagristia nova es construeix en 1782 i; el campanar s'alça durant els anys 1908 i 1911, obra de Francisco Tomás Traver.
En l'any 2007 s'ha rehabilitat la torre de Conjurar, i està previst el trasllat del museu parroquial a les seves dependències. I en 2008 es va finalitzar la rehabilitació de la façana principal.

## Arquitectura

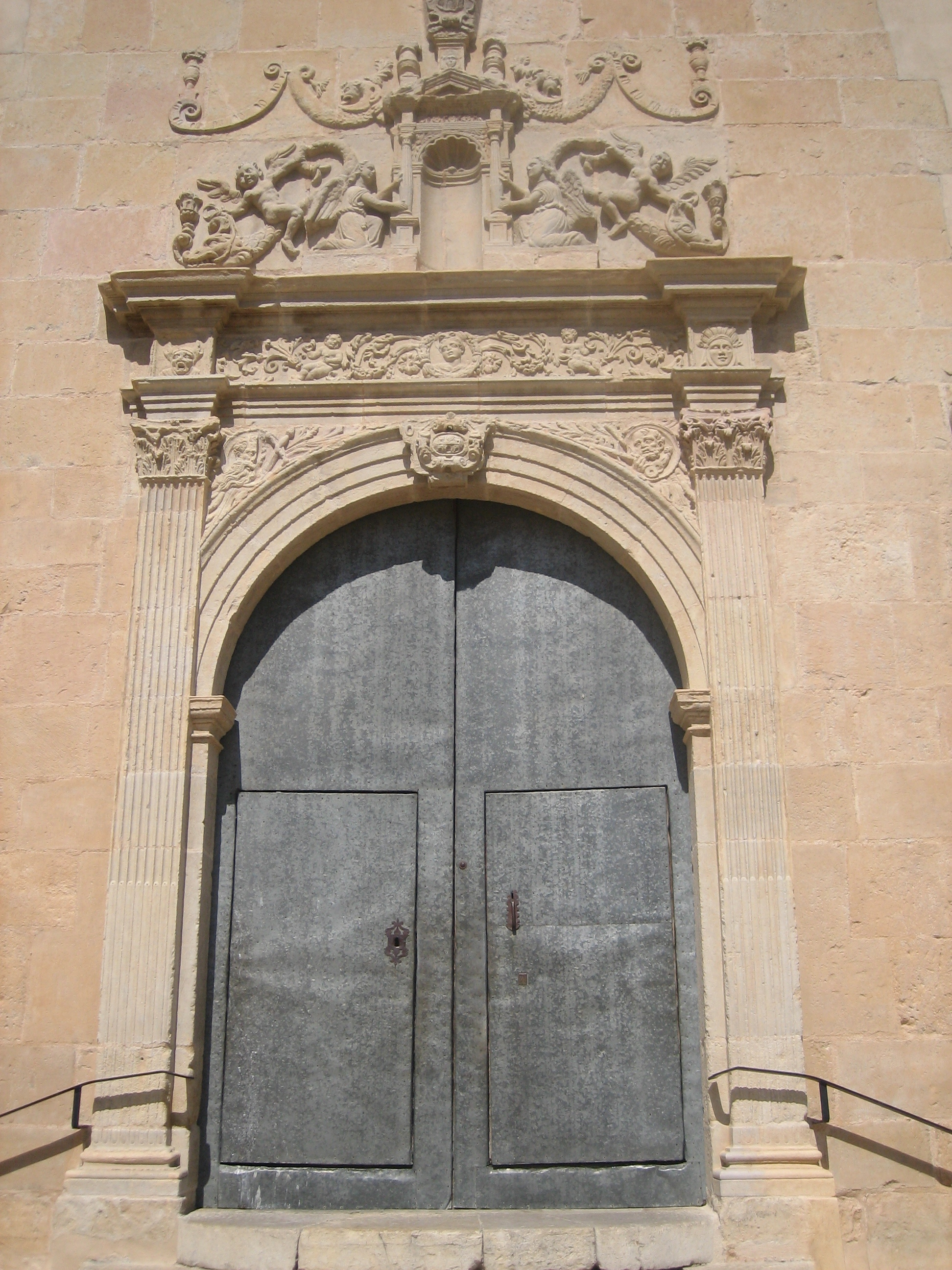

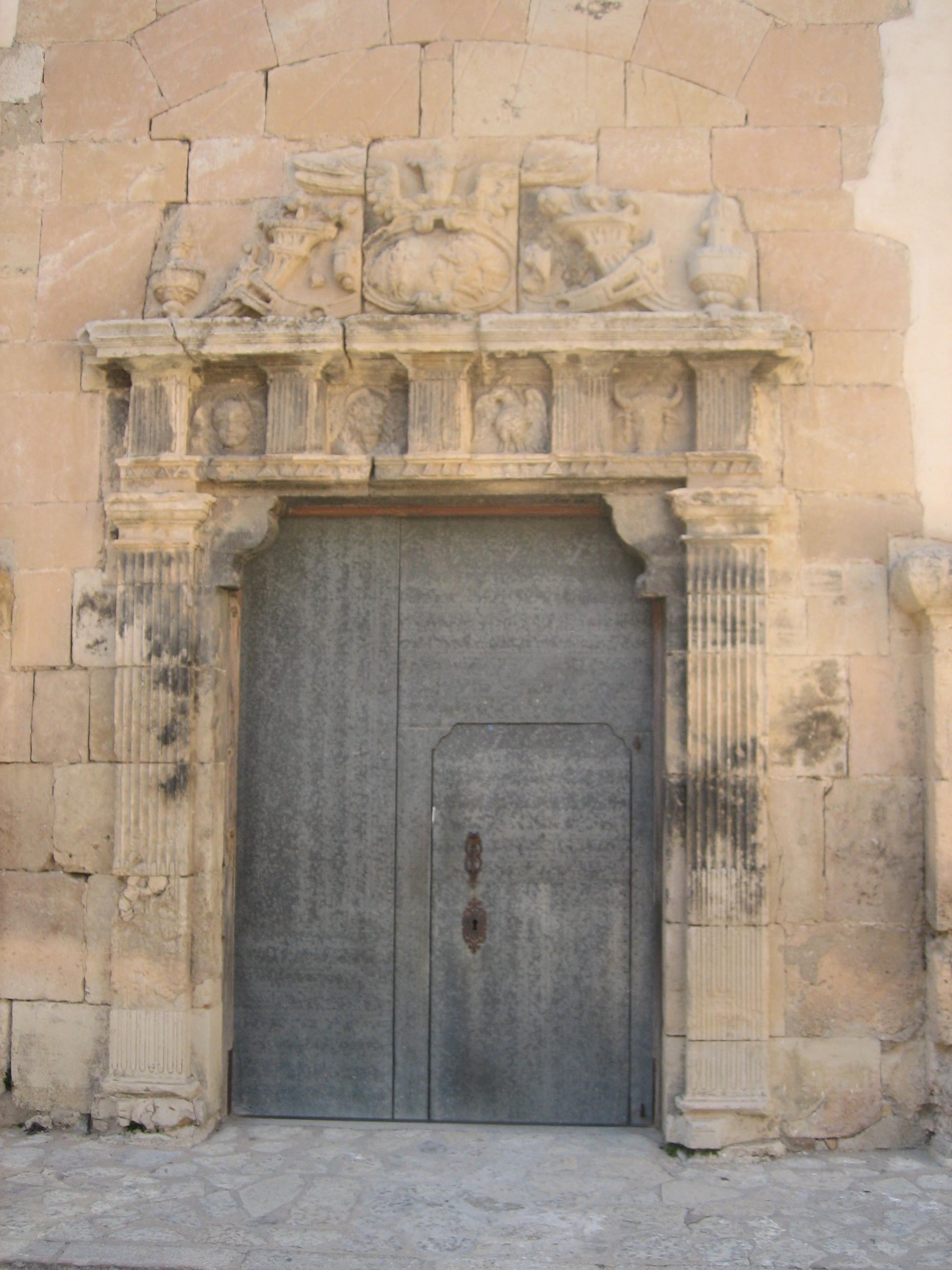

Aquesta església és una de les primeres manifestacions renaixentistes del nord valencià, sempre coexistint amb uns models constructius gòtics. El nou llenguatge, tot i que retardatari respecte a altres regions valencianes, s'aprecia en les portades, tant exteriors com interiors, en l'ordenació de les pilastres i columnes, i inclús, en les claus i mènsules, encastades en la coberta, un món aparentment gòtic, que no obstant això, es renova i modernitza, fent la volta de canó i utilitzant nervis de secció quadrangular.

### Estructura
Església de planta rectangular amb quatre capelles laterals entre contraforts i un absis vuitavat rodejat pel transagrari al darrere i dues sagristies als costats, a les quals s'accedeix per dues portes de pedra. Té cor alt situat als peus i capella de la Comunió al costat de l'Evangeli, amb entrada per una antiga capella lateral. Per damunt de la sagristia del costat de l'Evangeli s'eleva una torre merletada, anomenada de Conjurar.
La nau està coberta de volta de creueria amb nervis i tercelets, les capelles laterals tenen volta d'aresta i l'absis una volta estrellada. El cor està sostingut amb volta de creueria. Els arcs de la nau surten de mènsules-capitells historiats amb els busts dels apòstols de la part superior dels contraforts. Les claus de l'absis, de la nau i del cor estan esculturades, les primeres amb Déu envoltat per personatges de l'Antic Testament, i les segones, començant pels peus de la nau, amb Maria Magdalena rodejada per santes, el Salvador rodejat per àngels i, la Verge amb el fill rodejats per sants, quant a les claus principals i secundàries de cada tram, i les terceres, les del cor, amb Sant Miquel rodejat d'àngels músics.

#### Capella del Transagrari
Té una planta quadrada amb cúpula profusament decorada amb esgrafiats. Les parets estan pintades, la frontal amb Déu adorat per totes les races, la del costat de l'Epístola, amb els patrons de la música, i la del costat de l'Evangeli, els apòstols en el sepulcre buit de la Mare de Déu. Servia de capella de la Comunió fins a la construcció de la nova capella, després es va fer servir com a cambra dels mals endreços, i finalment com a cor.

#### Capella de la Comunió
La capella té planta de creu grega amb cúpula i, presbiteri pla cobert amb volta de forn. En aquesta capella es troba el retaule gòtic de Sant Miquel que va pintar Bernat Serra entre 1429 i 1431.
També s'hi troba la venerada imatge de la Mare de Déu del Llosar del segle xv, de profunda devoció a Vilafranca, i que el 1936 va estar llançada des d'un balcó. Mans piatoses, en van recollir les restes i Pasqual Amorós, afamat i reconegut escultor vilarrealenc, va recomposar la imatge, que ha estat venerada al seu santuari. El 2012 a instàncies de Jose Aparici es va portar a l'IVACOR a restaurar-la i es va desfer la imatge que havia restaurat Pasqual Amorós, es van netejar les restes originals, i es van recompondre els faltants que es van apegar amb imans.

### Portades
La portada principal, als peus de l'església, té obertura de mig punt amb l'escut de la vila en la clau, i en els carcanyols, dos medallons amb els caps de Sant Pere i Sant Pau, tot emmarcat per pilastres estriades amb capitell corinti, que suporten un entaulament amb arquitrau i cornisa motllurades i, el fris amb la cara d'Apol·lo rodejat de garlandes i dos putti, i grotescs en els extrems que representen la nit i el dia. Per damunt, fornícula apetxinada protegida per columnes amb el fust acanalat, àngels orants i querubins cavalcant sobre dofins, i al sostre, un frontó coronat per l'escut de la vila i flanquejat per grius i cintes decoratives, formant una mena de dosser.
La portada lateral, al costat de l'Epístola, amb arc de llinda en l'obertura protegida per pilastres estriades amb capitell dòric, que suporten un entaulament ordenat a la manera clàssica: un arquitrau decorat amb puntes de diamants i angelets, un fris on es representa el tetramorf en les mètopes, i una cornisa motllurada. I per damunt, un medalló ovalat representant l'aparició de Crist ressuscitat a Maria Magdalena, flanquejat per corns de l'abundància que porten una cara d'esfinx, i als extrems, dos pitxers.

#### Portes de les sagristies
La porta de la sagristia major, del costat de l'Evangeli, presenta obertura de mig punt emmarcada per columnes adossades acanalades i el terç inferior decorat amb gerres amb flors amb capitell corinti. Per damunt de l'entaulament, una fornícula protegida per columnes acanalades, i als extrems, gerres amb flors.

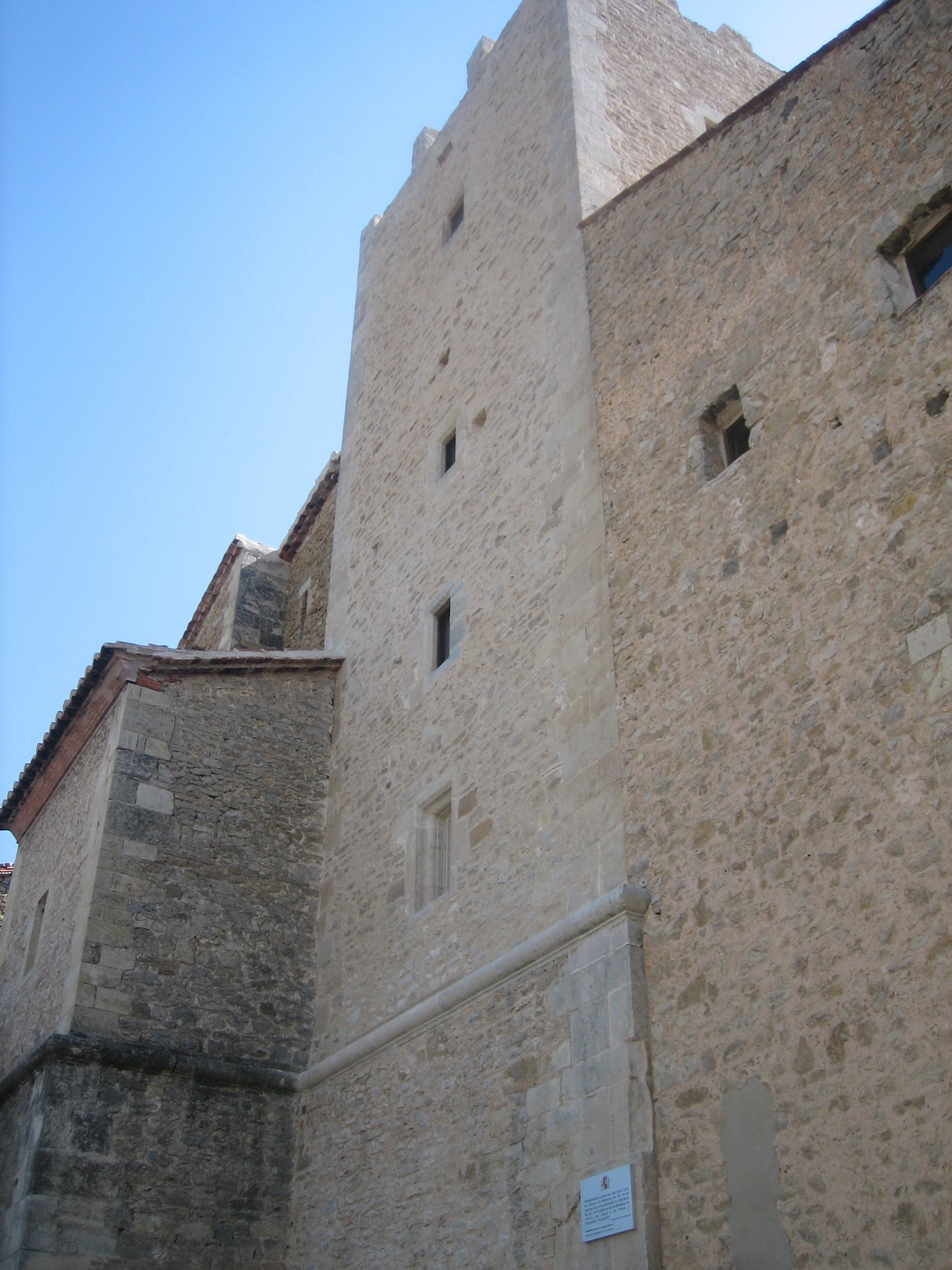

La porta de la sagristia menor, del costat de l'Epístola, presenta obertura de mig punt emmarcada per pilastres jòniques decorades amb àngels i garlandes. Per damunt de l'entaulament, una fornícula apetxinada protegida per columnes acanalades.

### Campanar
Torre adossada al frontis de l'església, de planta quadrada aixamfranada, amb quatre cossos separats per motllures, on el segon és més llarg, el tercer és el del rellotge, i el quart, el de les campanes, presenta una obertura de mig punt en cada cara. Construïda tota amb carreus i amb una altura de 28 metres.

### Torre de Conjurar
Torre de planta rectangular amb maçoneria de pedra i queixals de carreus reforçant els angles, posseeix finestres en cada una de les cares de cada una de les quatre plantes, i està coberta amb teulat d'una sola vessant i coronada amb merlets.

## Museu parroquial
De la interessant col·lecció d'obres d'art i documentació relacionades amb la vida religiosa del temple, destaquen tres peces d'orfebreria del segle xv:
- Calze de Sant Miquel, de 1440, d'argent, punxó de València.
- Creu processional, de 1450, d'argent sobredaurat i amb esmalts, de 93 cm d'alt, del taller dels Santalínea.
- Reliquiari de la Vera Creu, de 1470, punxó de Morella.